# Nato campione
Nato campione (Born a Champion) è un film del 2021 diretto da Alex Ranarivelo.

## Trama
Mickey Kelley, un ex marine e una delle prime cinture nere americane nel jiu jitsu brasiliano, partecipa a un torneo di arti marziali miste.